# NGC 5580
NGC 5580 (ook: NGC 5590) is een lensvormig sterrenstelsel in het sterrenbeeld Ossenhoeder. Het hemelobject werd op 1 mei 1785 ontdekt door de Duits-Britse astronoom William Herschel.

## Synoniemen
- UGC 9200
- MCG 6-32-6
- ZWG 192.6
- PGC 51312